# EMILIN1
EMILIN1‏ (Elastin microfibril interfacer 1) هوَ بروتين يُشَفر بواسطة جين EMILIN1 في الإنسان.